# Четікамп
Четікамп (англ. Chéticamp) — селище в Новій Шотландії, Канада. Воно розташоване на стежці Кабота на західному узбережжі острова Кейп-Бретон і біля західного входу в національний парк Кейп-Бретон-Гайлендс. Селище розташоване у великій затоці, яку додатково перекриває від затоки Святого Лаврентія прибережний острів. Населення трохи більше ніж 3 тис. мешканців, більшість з них — акадійці.
Походження назви «Chéticamp» невідоме, але веде до французьких слів «chetit» і «camp», що означає «бідний табір», ймовірно через кам'янистий ґрунт і сильні шторми. Навіть сьогодні будівлі спеціально укріплені, щоб витримати суворий клімат.

## Історія
Спочатку Четікамп використовувався як рибальська база протягом літніх місяців Чарльзом Робіном, торговцем з острова Джерсі. У наступні роки після переслідувань акадців багато людей приїхало до району Четікамп. Першими постійними поселенцями були сім'ї П'єра Буа та Жозефа Рішара, які оселилися в 1782 році. Поселення засноване в 1790 році шляхом земельних гарантій 14 родинам.

Ліворуч причали рибальських катерів у Четікампі

## Бізнес
На додаток до важливої гіпсової шахти, яка працювала з тривалими перервами, рибальство залишалося головною галуззю. Однак, оскільки рибні запаси в останні роки скорочуються, туризм став більш важливим. Для відвідувачів доступні тури спостереження за китами та глибоководна риболовля.

## Вебпосилання
- Інформація про Chéticamp (англійською та французькою мовами)